# Tracteur à poules
Un tracteur à poules est un poulailler mobile. Les tracteurs à poules peuvent également accueillir d'autres types de volailles. La plupart des tracteurs à poules sont construits avec des matériaux légers : un cadre qu'une personne seule peut déplacer, avec des roues à une ou deux extrémités pour en faciliter le déplacement.

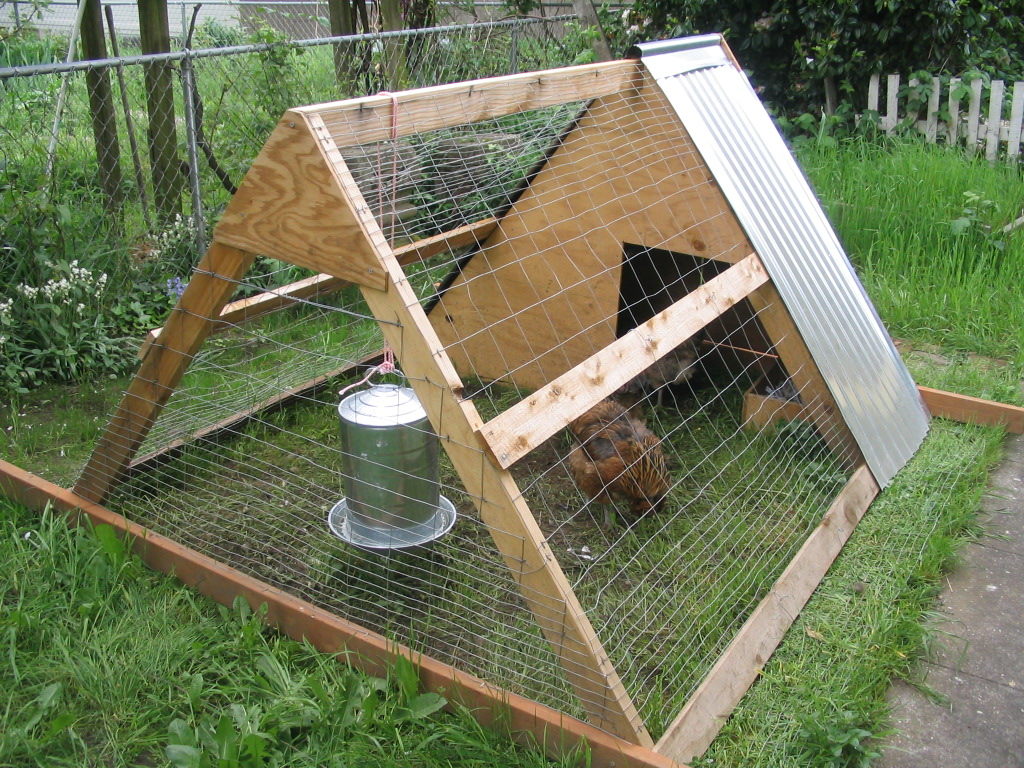
Un tracteur à poules fait maison, sans roues, construit pour abriter un petit nombre de poules.

## Utilisation
Les tracteurs à poules permettent la libre circulation des poules et de leur abri sur un terrain enherbé. Cela leur permet de trouver des aliments frais comme les plantes, les mauvaises herbes et les insectes, et donc d'élargir leur régime alimentaire et réduire leurs besoins. Contrairement aux poulaillers fixes, les tracteurs à poules n'ont pas de sol à nettoyer.
Le terme « tracteur à poules » vient du fait que les poules exercent alors les fonctions normalement exécutées à l'aide d'un tracteur de ferme moderne, telles que creuser le sol et désherber en vue de planter des arbres ou des cultures, puis fertiliser et désherber pendant la croissance des cultures et des arbres déjà plantés.

## Histoire
Ce type de structure était courant devant les fermes jusque dans les années 1990.  Sur des exploitations de petite taille, la production principale était compatible avec d'autres productions en autoconsommation ou en vente artisanale sur les marchés locaux ou à la ferme (jardins, production animale). L'agriculteur souvent autosuffisant en matière alimentaire consommait ses productions animales (lapins et volailles) et végétales. Elles jouaient le même rôle que la chèvre la vache ou l'âne au piquet, entretenant ce qui ressemblait à nos pelouses aux abords de l'habitation ou de son accès. Elle permettait parfois simplement d'isoler un animal. Epurées, elles n'avaient pas grand chose à voir avec les structures actuelles grand public et étaient purement fonctionnelles. 
Plusieurs types de structures existaient. La structure habituelle était rectangulaire à toit plat, avec une partie "habitat", à roulettes pour les plus larges. La version pour les lapins était grillagée en dessous pour éviter les garennes. La version la plus simple était une cloche aplatie, armature en fil de fer épais recouverte de grillage hexagonal fin, avec une trappe au centre, légère, sans roue, facile à déplacer. 